# 13274 Roygross
A 13274 Roygross (ideiglenes jelöléssel 1998 QX37) a Naprendszer kisbolygóövében található aszteroida. A LINEAR projekt keretében fedezték fel 1998. augusztus 17-én.